# グレイテスト・ヒッツ・ライヴ+ 4 NEW SONGS
『グレイテスト・ヒッツ・ライヴ+ 4 NEW SONGS』（原題：Live... In the Shadow of the Blues）は、ホワイトスネイクが2006年に発表したライブ・アルバム。

## 解説
2003年の再結成以降としては初のライブ・アルバム。日本盤CDは、ワーナーミュージック・ジャパンから2007年6月27日に発売された。
デイヴィッド・カヴァデールとダグ・アルドリッチの共作による、スタジオ録音の新曲4曲も収録されている。ホワイトスネイク名義によるスタジオ録音の新曲が発表されたのは、アルバム『レストレス・ハート』（1997年）以来9年ぶりであった。「オール・アイ・ウォント・イズ・ユー」は、シングルとしてもリリースされた。

## 収録曲

### ディスク1
1. バッド・ボーイズ - Bad Boys (David Coverdale, John Sykes) - 6:22
2. スライド・イット・イン - Slide It in (D. Coverdale) - 5:11
3. スロー・アンド・イージー - Slow & Easy (D. Coverdale, Micky Moody) - 6:54
4. ラヴ・エイント・ノー・ストレンジャー - Love Ain't No Stranger (D. Coverdale, Mel Galley) - 4:32
5. ジャッジメント・デイ - Judgement Day (D. Coverdale, Adrian Vandenberg) - 5:34
6. イズ・ディス・ラヴ - Is This Love (D. Coverdale, J. Sykes) - 4:58
7. ブルース・フォー・マイレーン'06 - Blues for Mylene '06 (Doug Aldrich) - 3:31
8. スネイク・ダンス'06 - Snake Dance '06 (D. Coverdale, D. Aldrich) - 2:04
9. クライング・イン・ザ・レイン - Crying in the Rain (D. Coverdale) - 5:46
10. ハート・オブ・ザ・シティ - Ain't No Love in the Heart of the City (Michael Price, Dan Walsh) - 8:44
11. フール・フォー・ユア・ラヴィング - Fool for Your Loving (D. Coverdale, M. Moody, Bernie Marsden) - 4:52
12. ヒア・アイ・ゴー・アゲイン - Here I Go Again (D. Coverdale, B. Marsden) - 5:53
13. スティル・オブ・ザ・ナイト - Still of the Night (D. Coverdale, J. Sykes) - 8:39

### ディスク2
1. 紫の炎〜嵐の使者 - Burn - Stormbringer (D. Coverdale, Ritchie Blackmore, Jon Lord, Ian Paice) - 8:38
2. ギヴ・ミー・オール・ユア・ラヴ - Give Me All Your Love Tonight (D. Coverdale, J. Sykes) - 4:27
3. シャドウ・オブ・ザ・ブルース - Walking in the Shadow of the Blues (D. Coverdale, B. Marsden) - 5:11
4. ザ・ディーパー・ザ・ラヴ - The Deeper the Love (D. Coverdale, A. Vandenberg) - 4:31
5. レディ・アン・ウィリング - Ready & Willing (D. Coverdale, M. Moody, Neil Murray, J. Lord, I. Paice) - 5:41
6. ドント・ブレイク・マイ・ハート・アゲイン - Don't Break My Heart Again (D. Coverdale) - 6:09
7. テイク・ミー・ウィズ・ユー - Take Me with You (D. Coverdale, M. Moody) - 7:51
8. レディ・トゥ・ロック - Ready to Rock (D. Coverdale, D. Aldrich) - 4:20
  - スタジオ録音の新曲。
9. イフ・ユー・ウォント・ミー - If You Want Me (D. Coverdale, D. Aldrich) - 4:10
  - スタジオ録音の新曲。
10. オール・アイ・ウォント・イズ・ユー - All I Want Is You (D. Coverdale, D. Aldrich) - 4:12
  - スタジオ録音の新曲。
11. ドッグ - Dog (D. Coverdale, D. Aldrich) - 3:32
  - スタジオ録音の新曲。
12. クライング・イン・ザ・レイン（フィーチャリング・ドラム・ソロ） - Crying in the Rain (W/Tommy's Drum Solo) (D. Coverdale) - 12:25
  - ボーナス・トラック。

## 参加ミュージシャン
- デイヴィッド・カヴァデール - ボーカル
- ダグ・アルドリッチ - ギター、バッキング・ボーカル
- レブ・ビーチ - ギター、バッキング・ボーカル
- ティモシー・ドゥルーリー - キーボード、バッキング・ボーカル
- ユーライア・ダフィ - ベース、バッキング・ボーカル
- トミー・アルドリッジ - ドラムス